# Beñat Etxebarria
Beñat Etxebarria Urkiaga (ur. 19 lutego 1987 w Igorre) – hiszpański piłkarz grający na pozycji defensywnego pomocnika.

## Kariera klubowa
Jest wychowankiem akademii Athletic Bilbao. 29 października 2006 rozegrał swój jedyny mecz w La Liga w barwach Athleticu.
W sezonie 2008/09 grał w UB Conquense w trzeciej lidze, a potem został zwolniony z kontraktu przez Athletic. Latem podpisał kontrakt z Realem Betis, ale pierwszy sezon spędził w rezerwach, w trzeciej lidze.
29 sierpnia 2010 roku zadebiutował w pierwszym składzie Betisu. Wystąpił w drugiej połowie w wygranym 4:1 spotkaniu z Granada CF i asystował przy golu. Trzy dni później pierwszy raz zagrał od pierwszych minut i trafił bramkę przeciwko UD Salamanca w Copa del Rey. W lidze zagrał 36 spotkań i przyczynił się do awansu do najwyższej klasy rozgrywkowej.
2 maja 2012 trafił dwie bramki w derbowym spotkaniu przeciwko Sevilla FC.
24 listopada 2012 trafił jedynego gola w meczu z Realem Madryt. Jego drużyna zakończyła sezon na 7. miejscu i zakwalifikowała się do Ligi Europejskiej.
W czerwcu 2013 roku powrócił do Athletic Bilbao.

## Kariera reprezentacyjna
Beñat występował w reprezentacji Hiszpanii U-17.
26 maja 2012 roku zadebiutował w La Furia Roja w spotkaniu towarzyskim z reprezentacją Serbii w St. Gallen. Hiszpania wygrała 2:1, a Beñat zagrał 45 minut.